# Unité urbaine de Tours
L'unité urbaine de Tours est une unité urbaine française centrée sur la ville de Tours, préfecture du département d'Indre-et-Loire au cœur de la première unité urbaine de la région Centre-Val de Loire.
Par sa population, l'unité urbaine de Tours fait partie des grandes agglomérations de la France se situant au 18e rang national.

## Données générales
En 2010, selon l'INSEE, l'unité urbaine était composée de trente-six communes, toutes situées en Indre-et-Loire.
Dans le zonage réalisé en 2020, elle est composée de trente-huit communes, soit 2 communes de plus, Saint-Roch et Savonnières.
En 2022, l'unité urbaine de Tours rassemble 367 484 habitants, ce qui la place au 1er rang départemental en Indre-et-Loire et au 1er rang dans la région Centre-Val de Loire devant la deuxième grande agglomération qui est l'unité urbaine d'Orléans, bien que cette dernière soit la capitale régionale.
Au niveau national, elle se situe au 18e rang, juste après l'unité urbaine de Saint-Étienne (17e rang national) et devant l'unité urbaine de Béthune (19e rang national).
En 2022, sa densité de population s'élève à 537 hab/km2. Par sa superficie, elle ne représente que 11,2 % du territoire départemental mais, par sa population, elle regroupe 59,62 % de la population du département d'Indre-et-Loire.

Agglomérations de plus de 100000 habitants en France en 2022.

## Composition 2020 de l'unité urbaine
Elle est composée des 38 communes suivantes :
| Nom                        | Code Insee | Département    | Statut       | Superficie (km2) | Population (dernière pop. légale) | Densité (hab./km2) | Modifier                                    |
| -------------------------- | ---------- | -------------- | ------------ | ---------------- | --------------------------------- | ------------------ | ------------------------------------------- |
| Tours (ville-centre)       | 37261      | Indre-et-Loire | ville-centre | 34,67            | 138 668 (2022)                    | 4 000              | modifier les données · modifier les données |
| Amboise                    | 37003      | Indre-et-Loire | banlieue     | 40,65            | 13 132 (2022)                     | 323                | modifier les données · modifier les données |
| Ballan-Miré                | 37018      | Indre-et-Loire | banlieue     | 26,16            | 8 347 (2022)                      | 319                | modifier les données · modifier les données |
| Bléré                      | 37027      | Indre-et-Loire | banlieue     | 30,80            | 5 340 (2022)                      | 173                | modifier les données · modifier les données |
| Cangey                     | 37043      | Indre-et-Loire | banlieue     | 22,98            | 1 030 (2022)                      | 45                 | modifier les données · modifier les données |
| Chambray-lès-Tours         | 37050      | Indre-et-Loire | banlieue     | 19,40            | 11 877 (2022)                     | 612                | modifier les données · modifier les données |
| Chargé                     | 37060      | Indre-et-Loire | banlieue     | 8,46             | 1 352 (2022)                      | 160                | modifier les données · modifier les données |
| Civray-de-Touraine         | 37079      | Indre-et-Loire | banlieue     | 22,88            | 1 828 (2022)                      | 80                 | modifier les données · modifier les données |
| La Croix-en-Touraine       | 37091      | Indre-et-Loire | banlieue     | 15,04            | 2 484 (2022)                      | 165                | modifier les données · modifier les données |
| Dierre                     | 37096      | Indre-et-Loire | banlieue     | 10,27            | 637 (2022)                        | 62                 | modifier les données · modifier les données |
| Fondettes                  | 37109      | Indre-et-Loire | banlieue     | 31,83            | 10 917 (2022)                     | 343                | modifier les données · modifier les données |
| Joué-lès-Tours             | 37122      | Indre-et-Loire | banlieue     | 32,41            | 38 432 (2022)                     | 1 186              | modifier les données · modifier les données |
| Larçay                     | 37124      | Indre-et-Loire | banlieue     | 11,19            | 2 577 (2022)                      | 230                | modifier les données · modifier les données |
| Limeray                    | 37131      | Indre-et-Loire | banlieue     | 14,39            | 1 261 (2022)                      | 88                 | modifier les données · modifier les données |
| Luynes                     | 37139      | Indre-et-Loire | banlieue     | 34,01            | 5 081 (2022)                      | 149                | modifier les données · modifier les données |
| La Membrolle-sur-Choisille | 37151      | Indre-et-Loire | banlieue     | 6,87             | 3 270 (2022)                      | 476                | modifier les données · modifier les données |
| Mettray                    | 37152      | Indre-et-Loire | banlieue     | 10,34            | 2 079 (2022)                      | 201                | modifier les données · modifier les données |
| Montbazon                  | 37154      | Indre-et-Loire | banlieue     | 6,50             | 4 839 (2022)                      | 744                | modifier les données · modifier les données |
| Montlouis-sur-Loire        | 37156      | Indre-et-Loire | banlieue     | 24,55            | 11 261 (2022)                     | 459                | modifier les données · modifier les données |
| Nazelles-Négron            | 37163      | Indre-et-Loire | banlieue     | 22,32            | 3 682 (2022)                      | 165                | modifier les données · modifier les données |
| Noizay                     | 37171      | Indre-et-Loire | banlieue     | 17,47            | 1 142 (2022)                      | 65                 | modifier les données · modifier les données |
| Notre-Dame-d'Oé            | 37172      | Indre-et-Loire | banlieue     | 7,73             | 4 358 (2022)                      | 564                | modifier les données · modifier les données |
| Parçay-Meslay              | 37179      | Indre-et-Loire | banlieue     | 14,07            | 2 574 (2022)                      | 183                | modifier les données · modifier les données |
| Pocé-sur-Cisse             | 37185      | Indre-et-Loire | banlieue     | 10,61            | 1 760 (2022)                      | 166                | modifier les données · modifier les données |
| La Riche                   | 37195      | Indre-et-Loire | banlieue     | 8,17             | 10 349 (2022)                     | 1 267              | modifier les données · modifier les données |
| Rochecorbon                | 37203      | Indre-et-Loire | banlieue     | 16,78            | 3 220 (2022)                      | 192                | modifier les données · modifier les données |
| Saint-Avertin              | 37208      | Indre-et-Loire | banlieue     | 13,25            | 15 075 (2022)                     | 1 138              | modifier les données · modifier les données |
| Saint-Cyr-sur-Loire        | 37214      | Indre-et-Loire | banlieue     | 13,50            | 16 766 (2022)                     | 1 242              | modifier les données · modifier les données |
| Saint-Genouph              | 37219      | Indre-et-Loire | banlieue     | 4,74             | 1 022 (2022)                      | 216                | modifier les données · modifier les données |
| Saint-Martin-le-Beau       | 37225      | Indre-et-Loire | banlieue     | 18,44            | 3 193 (2022)                      | 173                | modifier les données · modifier les données |
| Saint-Ouen-les-Vignes      | 37230      | Indre-et-Loire | banlieue     | 18,55            | 975 (2022)                        | 53                 | modifier les données · modifier les données |
| Saint-Pierre-des-Corps     | 37233      | Indre-et-Loire | banlieue     | 11,28            | 15 698 (2022)                     | 1 392              | modifier les données · modifier les données |
| Saint-Roch                 | 37237      | Indre-et-Loire | banlieue     | 4,75             | 1 335 (2022)                      | 281                | modifier les données · modifier les données |
| Savonnières                | 37243      | Indre-et-Loire | banlieue     | 16,46            | 3 346 (2022)                      | 203                | modifier les données · modifier les données |
| Veigné                     | 37266      | Indre-et-Loire | banlieue     | 26,58            | 6 734 (2022)                      | 253                | modifier les données · modifier les données |
| Vernou-sur-Brenne          | 37270      | Indre-et-Loire | banlieue     | 25,91            | 2 871 (2022)                      | 111                | modifier les données · modifier les données |
| La Ville-aux-Dames         | 37273      | Indre-et-Loire | banlieue     | 8,00             | 5 575 (2022)                      | 697                | modifier les données · modifier les données |
| Vouvray                    | 37281      | Indre-et-Loire | banlieue     | 22,92            | 3 397 (2022)                      | 148                | modifier les données · modifier les données |

## Évolution démographique
L'évolution démographique ci-dessous concerne l'unité urbaine selon la délimitation de 2020.
| 1968    | 1975    | 1982    | 1990    | 1999    | 2006    | 2011    | 2016    | 2022    |
| ------- | ------- | ------- | ------- | ------- | ------- | ------- | ------- | ------- |
| 243 844 | 287 270 | 304 263 | 318 408 | 335 744 | 348 557 | 351 986 | 358 253 | 367 484 |

#### Données générales
- Unité urbaine en France
- Aire d'attraction d'une ville
- Liste des unités urbaines de France

#### Données générales en rapport avec l'unité urbaine de Tours
- Aire d'attraction de Tours
- Arrondissement de Tours
- Tours

#### Données en rapport avec l'Indre-et-Loire
- Démographie de l'Indre-et-Loire